# 埃雷塔峰
埃雷塔峰（英語：Ereta Peak）

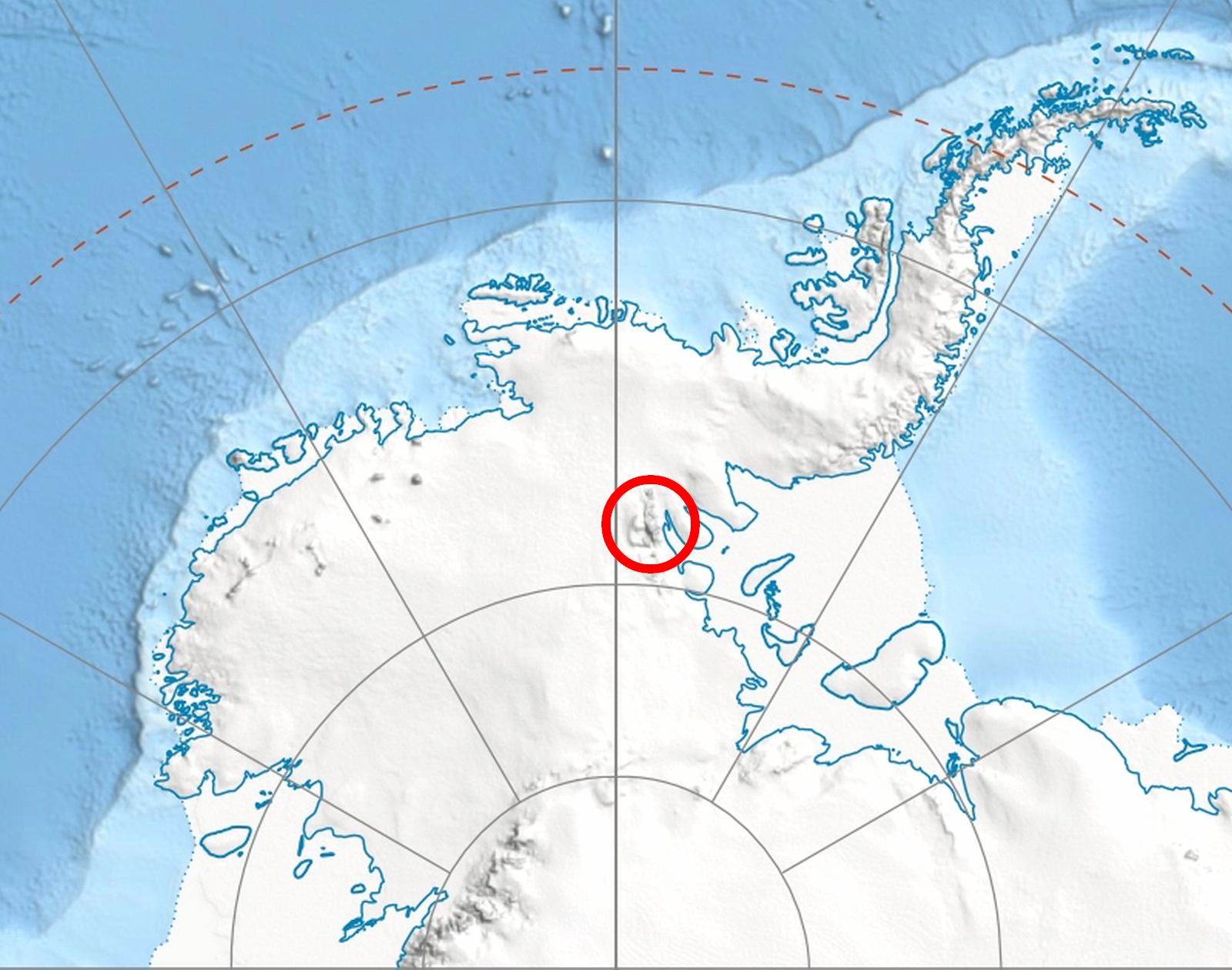

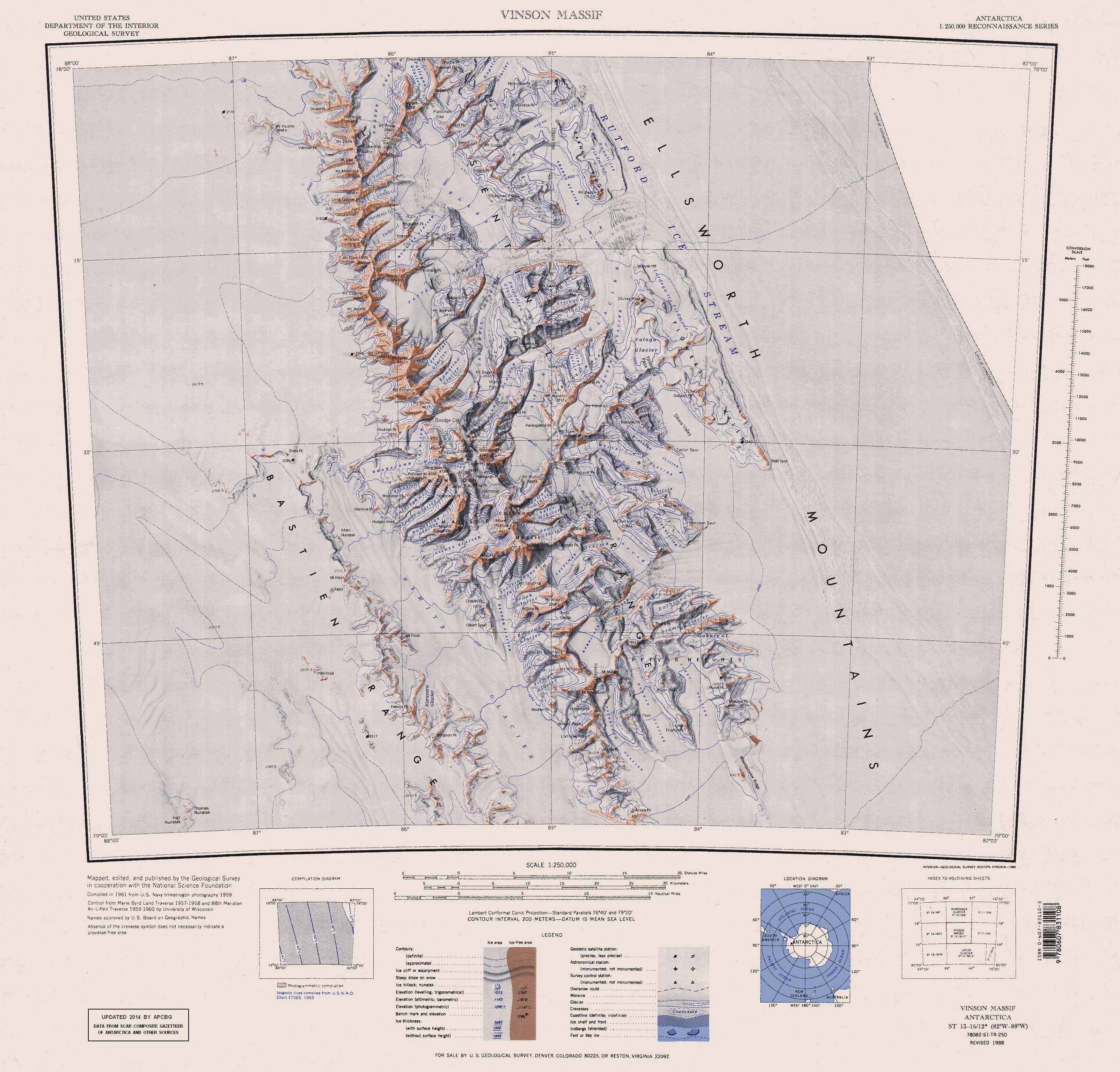

是南極洲的山峰，位於埃爾斯沃思地，屬於埃爾斯沃思山脈中巴斯蒂安山脈的一部分，處於伊切夫冰原島峰西北面12.88公里和加德納山西南面19.63公里，海拔高度2,300米，現時由南極條約體系管理。